# جک اوکی
جک اوکی (انگلیسی: Jack Oakie؛ ۱۲ نوامبر ۱۹۰۳ – ۲۳ ژانویهٔ ۱۹۷۸) بازیگر اهل ایالات متحده آمریکا بود. 
از فیلم‌هایی که وی در آن نقش داشته است، می‌توان به مرا ستاره کن، پاهای میلیون دلاری، شهره شهر نیویورک، دیکتاتور بزرگ، دست‌نیافتنی، آلیس در سرزمین عجایب، آوای وحش و سگ‌دو اشاره کرد.